# Chaoilta
Chaoilta is een geslacht van insecten uit de orde vliesvleugeligen (Hymenoptera) en de familie schildwespen (Braconidae).

## Soorten
Deze lijst van 42 stuks is mogelijk niet compleet.
- C. amestris (Cameron, 1903)
- C. amplificata Brues, 1924
- C. bicolor (Szepligeti, 1911)
- C. bifoveata (Cameron, 1910)
- C. cameroni (Fahringer, 1928)
- C. cariniceps (Cameron, 1910)
- C. carinicornis (Enderlein, 1920)
- C. celebensis (Enderlein, 1920)
- C. compta (Enderlein, 1920)
- C. coronata Roman, 1913
- C. crassicauda Cameron, 1905
- C. debilis (Brues, 1918)
- C. decorata (Szepligeti, 1900)
- C. depressa (Szepligeti, 1900)
- C. distincta (Fullaway, 1919)
- C. fortis (Brues, 1918)
- C. fuscipennis Cameron, 1903
- C. himalayensis (Cameron, 1899)
- C. hollowayi Quicke, 1991
- C. inquieta (Smith, 1858)
- C. insularis (Cameron, 1911)
- C. intrudens (Smith, 1858)
- C. javensis (Rohwer, 1919)
- C. lammellata Cameron, 1899
- C. larva (Brulle, 1846)
- C. laticauda Cameron, 1907
- C. lutea Cameron, 1905
- C. maculifrons Cameron, 1904
- C. maculiventris Cameron, 1910
- C. malabarica (Ramakrishna Ayyar, 1928)
- C. mediofusca Roman, 1913
- C. minax (Kohl, 1906)
- C. nigricarpus (Szepligeti, 1914)
- C. nigriceps (Cameron, 1911)
- C. pallidiceps Cameron, 1911
- C. philippinensis Roman, 1913
- C. pilipes Cameron, 1910
- C. platynotus (Cameron, 1905)
- C. plumarius Cameron, 1910
- C. producta (Brulle, 1846)
- C. sulcata Cameron, 1904
- C. vultuosa (Smith, 1858)